# Bart Baker
Bart Baker (Chicago, Illinois; 5 de mayo de 1986) es un cantautor, humorista, productor, rapero,  guionista y músico de parodia estadounidense.

## Biografía

### Primeros años
Baker nació el 5 de mayo de 1986 en Chicago, Illinois, Asistió a la escuela secundaria en New Trier High School y a la escuela privada de la Universidad de Miami. Después de darse cuenta del potencial de compartir vídeos en Internet, comenzó a filmar vídeos de comedia en su patio trasero en una pantalla verde. El grupo de rap-cómico  The Lonely Island fue descrito como una «gran inspiración» para Baker cuando empienzó.

### Carrera
Baker se sintió alentado cuando el primer video que publicó en YouTube, «Mira en mis ojos mientras me masturbo», sobre los hombres masturbándose en un mundo futuro donde los robots han reemplazado a todas las mujeres en la Tierra, recibió rápidamente alrededor de 100.000 visitas. Esto llevó a Baker a decidir hacer más vídeos. Su segundo vídeo fue una parodia. Él ha dicho: «Pensé que si podía hacerlo bien, mis vídeos podrían hacerlo increíblemente bien... la gente quiere suscribirse a un canal que saben que tiene una cierta estructura de programación. Los míos son vídeos de parodia, y a la gente le encanta».
Baker trabajó con su amigo Austin Smith desde el lanzamiento del canal hasta principios de 2011, cuando el dúo decidió mutuamente separarse. Durante su tiempo con Smith, fueron firmados por RKShorts.com, que actuó como su patrocinador. Mientras estaba con RKShorts, Baker ganó popularidad en YouTube quien usó a hombres mayores en sus vídeos musicales. Las parodias de «Baby» y «Love the Way You Lie» se lanzaron durante el verano de ese año y fueron grandes éxitos para su canal, especialmente para una audiencia adolescente.
No mucho después de dejar RKShorts, Baker firmó con Maker Studios en Los Ángeles y comenzó a grabar con ellos. En 2013, la parodia de Baker de «Royals» de Lorde fue retituada por Matt Pincus, CEO de Songs Music Publishing, por presunta infracción de derechos de autor. Baker publicó rápidamente un vídeo acusando a Songs Music de no entender las leyes de EE. UU. que rigen el uso justo y de animar a los fans a tuitear al respecto. Unos días más tarde, Songs Music lanzó su retirada y la parodia fue restaurada al canal de Baker. El 26 de noviembre de 2014 se informó de que Baker había alcanzado los mil millones de visitas en total en YouTube. En 2015, Baker firmó con la agencia de talentos de Creative Artists Agency. Era la segunda vez en cuatro meses que Baker había firmado con una importante agencia de talentos de Hollywood, la primera fue WME, cuando era una de las siete personas que firmaban acuerdos casi al mismo tiempo. A partir del 9 de octubre de 2021, Baker tiene más de 9 millones de suscriptores y 3 mil millones de visitas de por vida en su canal de YouTube. Desde que comenzó el canal en 2009, ha creado más de 100 vídeos de parodia que han presentado a estrellas invitadas como Joan Rivers y Stan Lee. Que hablaron de YouTube, dijo: «Honestamente, YouTube es una de las únicas plataformas que ha demostrado que no va a ninguna parte». El 23 de septiembre de 2016, se anunció que Baker participará como Swagg en la película de comedia FM, coprotagonizada por otros celebridades de internet como Jason Nash y Brandon Calvillo.
El 6 de septiembre de 2019, Vice News informó que después de la desmonetización de YouTube de varios YouTubers para satisfacer a los anunciantes familiares, Baker cambió su carrera al mercado chino. Sus obras consisten en traducir y cantar canciones chinas en la aplicación de redes sociales Kwai, y sus versiones en inglés de canciones chinas han estado ganando seguidores en Douyin. Se mudó a Shanghái para desarrollar aún más su carrera como creador de contenido de Internet en China. Desde que Baker se había mudado al mercado chino tras el cambio drástico de las políticas de YouTube para satisfacer a los anunciantes familiares, su canal ha llegado al final de su máximo de suscriptores, ya que su número de suscriptores había caído de 10 a 9,98 millones (al 31 de agosto de 2024). El 29 de agosto de 2021, Baker subió su primer vídeo de YouTube en más de tres años. Anunció que regresaría a los Estados Unidos en septiembre de 2021, y agregó que podría permitirse el lujo de hacer nuevo contenido, incluyendo parodias ocasionales, utilizando criptomonedas. El vídeo musical más reciente de Baker, «PolyDoge», que se estrenó el 5 de noviembre de 2021.

## Otras actividades
En noviembre de 2016, Baker lanzó su primer sencillo sin parodia, titulado «Drake». También se lanzó su primer álbum, llamado Celebritease. Se asoció con Music Choice, una multiplataforma de música, para servir como el socio exclusivo de distribución de televisión para su sencillo. Al mes siguiente, «Kimye», fue lanzado como sencillo de «Celebritease». El álbum fue lanzado posteriormente a través de su propio sello discográfico junto con el sello independiente 26 Music, una división con 26 Entertainment. Todas las canciones que aparecen en el álbum llevan el nombre de los celebridades, «#DWBD (Don't Worry Bout Dat)».  El 18 de marzo de 2017, el álbum alcanzó el puesto número 4 en la lista Billboard Comedy Albums. En el verano de 2018, Baker creó su personaje oficial de forma rap llamado Lil Kloroxxx. El vídeo de su canción «Popper» se lanzó en el canal de YouTube WorldStarHipHop el 21 de julio. Luego lanzó dos canciones más casi un mes después, «4 Xanny» y «Prom Queen». Fuentes en internet han dicho que Lil Kloroxxx es falso y parodia en gran medida a los raperos de SoundCloud como 6ix9ine y Lil Pump, pero el propio Baker ha confirmado que su personaje es «real».
También en 2016, Baker anunció que se postulaba para presidente de los Estados Unidos montando una gran valla publicitaria en Times Square, vestida con calzoncillos con la bandera de los Estados Unidos. Creía que su candidatura presidencial arrojaría luz sobre la naturaleza de la celebridad y cómo ha influido en el ciclo electoral. En un podcast de transmisión en vivo de 2015, Baker habló sobre su participación con «Fuck Cancer», una organización benéfica sin fines de lucro que se dedica a la detección temprana, la prevención y la prestación de apoyo a los afectados por el cáncer, y una recaudación de fondos en línea donde los fanáticos podrían participar para ganar una aparición en uno de sus videos mientras donaban dinero a la causa. La enfermedad ha afectado a las personas en su propia vida, incluida su madre, que sobrevivió al cáncer de mama cuando era niño.

## Filmografía

### Cine
| Año  | Título          | Personaje           | Notas |
| ---- | --------------- | ------------------- | ----- |
| 2016 | Laid in America | Blindr Spokesperson |       |
| 2016 | FML             | Swagg               |       |

### Televisión
| Año  | Título           | Personaje | Notas                                                                                              |
| ---- | ---------------- | --------- | -------------------------------------------------------------------------------------------------- |
| 2013 | Remix the Movies | Agente    | Episodio: «The Lone Ranger Remix»                                                                  |
| 2014 | YouTubers React  | Él mismo  | 2 episodios                                                                                        |
| 2014 | In Bed with Joan | Él mismo  | Episodio: «King Bach & Bart Baker»                                                                 |
| 2014 | TakePart Live    | Él mismo  | Episodio #3.9                                                                                      |
| 2014 | CrashPad         | Él mismo  | Invitado                                                                                           |
| 2015 | Ear Biscuits     | Él mismo  | Episodio: «The Craigslist Couch Song»                                                              |
| 2015 | Teens Wanna Know | Él mismo  | Episodio: «Bad Night Premiere with JennxPenn, Lauren Elizabeth, Trevor Moran, Lohanthony and More» |

## Discografía

### Álbum de estudio
| Título       | Detalles                                                                                                  |
| ------------ | --- |
| Celebritease | - Fecha de lanzamiento: 1 de marzo de 2017 - Discográfica: 26 Music, LLC - Formatos: Descarga digital, CD |

### Sencillos (sin parodias)
| Título                             | Año  | Álbum            |
| ---------------------------------- | ---- | ---------------- |
| «Fireball» (Pitbull ft. John Ryan) | 2014 | Globalization    |
| «Drake»                            | 2016 | Celebritease     |
| «Kimye»                            | 2016 | Celebritease     |
| «Friends with Benefits» (con KSI)  | 2016 | Jump Around (EP) |
| «Popper»                           | 2018 | Sin álbum        |
| «Prom Queen»                       | 2018 | Sin álbum        |
| «Savior»                           | 2018 | Sin álbum        |
| «Feelin U»                         | 2018 | Sin álbum        |
| «PolyDoge»                         | 2021 | Sin álbum        |

### Canciones parodiadas
| Título                                                                | Artista original                                                | Estreno                  |
| --------------------------------------------------------------------- | --------------------------------------------------------------- | ------------------------ |
| «Big Old Pubes» (parodiado por «Boom Boom Pow»)                       | Black Eyed Peas                                                 | 30 de junio de 2009      |
| «ChiK KoK» (parodiado por «Tik Tok»)                                  | Ke$ha                                                           | 21 de enero de 2010      |
| «Teenie Weenie» (parodiado por «Eenie Meenie»)                        | Sean Kingston y Justin Bieber                                   | 21 de junio de 2010      |
| «California Boys» (parodiado por «California Gurls»)                  | Katy Perry con Snoop Dogg                                       | 3 de julio de 2010       |
| «Horny» (parodiado por «Baby»)                                        | Justin Bieber con Ludacris                                      | 29 de julio de 2010      |
| «Used To Be a Guy» (parodiado por «Love the Way You Lie»)             | Eminem con Rihanna                                              | 9 de septiembre de 2010  |
| «Only Boy (In The World)» (parodiado por «Only Girl (In the World)»)  | Rihanna                                                         | 8 de noviembre de 2010   |
| «Born this Way»                                                       | Lady Gaga                                                       | 10 de marzo de 2011      |
| «Friday»                                                              | Rebecca Black                                                   | 19 de marzo de 2011      |
| «E.D.» (parodiado por «E.T.»)                                         | Katy Perry con Kanye West                                       | 25 de abril de 2011      |
| «Anus» (parodiado por «Judas»)                                        | Lady Gaga                                                       | 12 de mayo de 2011       |
| «The Jerk Off Song» (parodiado por «The Lazy Song»)                   | Bruno Mars                                                      | 24 de mayo de 2011       |
| «My Moment»                                                           | Rebecca Black                                                   | 25 de julio de 2011      |
| «Slutty Mom Anthem» (parodiado por «Party Rock Anthem»)               | LMFAO con Lauren Bennett y GoonRock                             | 8 de septiembre de 2011  |
| «Manly Men»                                                           | Two and a Half Men                                              | 19 de septiembre de 2011 |
| «Cameltoe» (parodiado por «Mistletoe»)                                | Justin Bieber                                                   | 16 de octubre de 2011    |
| «Sexy And I'm Homeless» (parodiado por «Sexy and I Know It»)          | LMFAO                                                           | 22 de noviembre de 2011  |
| «I Wear A Glove (When I Masterbait)» (parodiado por «We Found Love»)  | Rihanna                                                         | 29 de noviembre de 2011  |
| «Super Fake» (parodiado por «Super Bass»)                             | Nicki Minaj                                                     | 21 de diciembre de 2011  |
| «My Grandpa's Super Gay» (parodiado por «The One That Got Away»)      | Katy Perry                                                      | 8 de enero de 2012       |
| «Bang Your Mom» (parodiado por «Turn Me On»)                          | David Guetta con Nicki Minaj                                    | 10 de febrero de 2012    |
| «I'm a Stupid Hoe» (parodiado por «Stupid Hoe»)                       | Nicki Minaj                                                     | 17 de febrero de 2012    |
| «Fat Hungry Chick» (parodiado por «Rack City»)                        | Tyga                                                            | 24 de febrero de 2012    |
| «I Should've Worn a Condom» (parodiado por «Sorry for Party Rocking») | LMFAO                                                           | 6 de abril de 2012       |
| «Pussies» (parodiado por «Starships»)                                 | Nicki Minaj                                                     | 13 de abril de 2012      |
| «Senior Citizen Love» (parodiado por «International Love»)            | Pitbull con Chris Brown                                         | 20 de abril de 2012      |
| «Hot Problems»                                                        | Double Take                                                     | 27 de abril de 2012      |
| «White Negro» (parodiado por «The Motto»)                             | Drake con Lil Wayne                                             | 11 de mayo de 2012       |
| «Birthday Cake»                                                       | Rihanna                                                         | 1 de junio de 2012       |
| «Call Me Maybe»                                                       | Carly Rae Jepsen                                                | 22 de junio de 2012      |
| «Boyfriend»                                                           | Justin Bieber                                                   | 6 de julio de 2012       |
| «What Makes You Beautiful»                                            | One Direction                                                   | 20 de julio de 2012      |
| «Hot Dog Condom Style» (parodiado por «Gangnam Style»)                | PSY                                                             | 14 de septiembre de 2012 |
| «As Long as You Love Me»                                              | Justin Bieber con Big Sean                                      | 5 de octubre de 2012     |
| «Live While We're Young»                                              | One Direction                                                   | 19 de octubre de 2012    |
| «Little Things»                                                       | One Direction                                                   | 9 de noviembre de 2012   |
| «It's Thanksgiving»                                                   | Nicole Westbrook                                                | 16 de noviembre de 2012  |
| «Scream & Shout»                                                      | will.i.am con Britney Spears                                    | 14 de diciembre de 2012  |
| «Kiss You»                                                            | One Direction                                                   | 18 de enero de 2013      |
| «I Knew You Were Trouble»                                             | Taylor Swift                                                    | 8 de febrero de 2013     |
| «Thrift Shop»                                                         | Macklemore & Ryan Lewis con Wanz                                | 1 de marzo de 2013       |
| «Started from the Bottom»                                             | Drake                                                           | 23 de marzo de 2013      |
| «22»                                                                  | Taylor Swift                                                    | 20 de abril de 2013      |
| «Super Creepy Asian Man» (parodiado por «Gentleman»)                  | PSY                                                             | 25 de mayo de 2013       |
| «What About Love»                                                     | Austin Mahone                                                   | 28 de junio de 2013      |
| «We Can't Stop»                                                       | Miley Cyrus                                                     | 12 de julio de 2013      |
| «Blurred Lines»                                                       | Robin Thicke con T.I. y Pharrell Williams                       | 2 de agosto de 2013      |
| «Best Song Ever»                                                      | One Direction                                                   | 24 de agosto de 2013     |
| «Applause»                                                            | Lady Gaga                                                       | 13 de septiembre de 2013 |
| «Wrecking Ball»                                                       | Miley Cyrus                                                     | 5 de octubre de 2013     |
| «Pour It Up»                                                          | Rihanna                                                         | 2 de noviembre de 2013   |
| «Royals»                                                              | Lorde                                                           | 23 de noviembre de 2013  |
| «Bound 2»                                                             | Kanye West                                                      | 14 de diciembre de 2013  |
| «All That Matters»                                                    | Justin Bieber                                                   | 27 de diciembre de 2013  |
| «The Monster»                                                         | Eminem con Rihanna                                              | 18 de enero de 2014      |
| «Adore You»                                                           | Miley Cyrus                                                     | 1 de febrero de 2014     |
| «Confident»                                                           | Justin Bieber con Chance The Rapper                             | 22 de febrero de 2014    |
| «Can't Remember to Forget You»                                        | Shakira con Rihanna                                             | 8 de marzo de 2014       |
| «Dark Horse»                                                          | Katy Perry con Juicy J                                          | 22 de marzo de 2014      |
| «Happy»                                                               | Pharrell Williams                                               | 19 de abril de 2014      |
| «Hello Kitty»                                                         | Avril Lavigne                                                   | 17 de mayo de 2014       |
| «We Are One (Ole Ola)»                                                | Pitbull con Jennifer Lopez y Claudia Leitte                     | 31 de mayo de 2014       |
| «Fancy»                                                               | Iggy Azalea con Charli XCX                                      | 14 de junio de 2014      |
| «Hangover»                                                            | PSY con Snoop Dogg                                              | 5 de julio de 2014       |
| «Problem»                                                             | Ariana Grande con Iggy Azalea                                   | 20 de julio de 2014      |
| «Wiggle»                                                              | Jason Derulo con Snoop Dogg                                     | 3 de agosto de 2014      |
| «Rude»                                                                | Magic!                                                          | 17 de agosto de 2014     |
| «Break Free»                                                          | Ariana Grande con Zedd                                          | 31 de agosto de 2014     |
| «Anaconda»                                                            | Nicki Minaj                                                     | 14 de septiembre de 2014 |
| «Shake It Off»                                                        | Taylor Swift                                                    | 28 de septiembre de 2014 |
| «Booty»                                                               | Jennifer Lopez con Iggy Azalea                                  | 13 de octubre de 2014    |
| «Animals»                                                             | Maroon 5                                                        | 27 de octubre de 2014    |
| «All About That Bass»                                                 | Meghan Trainor                                                  | 9 de noviembre de 2014   |
| «Love Me Harder»                                                      | Ariana Grande y The Weeknd                                      | 23 de noviembre de 2014  |
| «Blank Space»                                                         | Taylor Swift                                                    | 7 de diciembre de 2014   |
| «Lips Are Movin»                                                      | Meghan Trainor                                                  | 21 de diciembre de 2014  |
| «Uptown Funk»                                                         | Mark Ronson con Bruno Mars                                      | 31 de enero de 2015      |
| «Elastic Heart»                                                       | Sia con Maddie Ziegler y Shia Labeouf                           | 15 de febrero de 2015    |
| «Sugar»                                                               | Maroon 5                                                        | 1 de marzo de 2015       |
| «I Really Like You»                                                   | Carly Rae Jepsen                                                | 21 de marzo de 2015      |
| «FourFiveSeconds»                                                     | Rihanna, Kanye West y Paul McCartney                            | 11 de abril de 2015      |
| «Style»                                                               | Taylor Swift                                                    | 26 de abril de 2015      |
| «Big Girls Cry»                                                       | Sia                                                             | 10 de mayo de 2015       |
| «Pretty Girls»                                                        | Britney Spears y Iggy Azalea                                    | 24 de mayo de 2015       |
| «Bad Blood»                                                           | Taylor Swift con Kendrick Lamar                                 | 14 de junio de 2015      |
| «Feeling Myself»                                                      | Nicki Minaj con Beyoncé                                         | 28 de junio de 2015      |
| «Bitch I'm Madonna»                                                   | Madonna con Nicki Minaj                                         | 19 de julio de 2015      |
| «Where Are Ü Now»                                                     | Skrillex y Diplo con Justin Bieber                              | 2 de agosto de 2015      |
| «Worth It»                                                            | Fifth Harmony con Kid Ink                                       | 16 de agosto de 2015     |
| «Can't Feel My Face»                                                  | The Weeknd                                                      | 30 de agosto de 2015     |
| «Watch Me (Whip/Nae Nae)»                                             | Silentó                                                         | 13 de septiembre de 2015 |
| «What Do You Mean?»                                                   | Justin Bieber                                                   | 11 de octubre de 2015    |
| «Wildest Dreams»                                                      | Taylor Swift                                                    | 25 de octubre de 2015    |
| «Hotline Bling»                                                       | Drake                                                           | 8 de noviembre de 2015   |
| «Focus»                                                               | Ariana Grande                                                   | 22 de noviembre de 2015  |
| «Hello»                                                               | Adele                                                           | 6 de diciembre de 2015   |
| «Sorry»                                                               | Justin Bieber                                                   | 20 de diciembre de 2015  |
| «Love Yourself»                                                       | Justin Bieber                                                   | 31 de enero de 2016      |
| «Stitches»                                                            | Shawn Mendes                                                    | 14 de febrero de 2016    |
| «Hands to Myself»                                                     | Selena Gomez                                                    | 28 de febrero de 2016    |
| «Work»                                                                | Rihanna con Drake                                               | 26 de marzo de 2016      |
| «Pillowtalk»                                                          | Zayn                                                            | 9 de abril de 2016       |
| «No»                                                                  | Meghan Trainor                                                  | 23 de abril de 2016      |
| «Work from Home»                                                      | Fifth Harmony con Ty Dolla $ign                                 | 7 de mayo de 2016        |
| «Hair»                                                                | Little Mix con Sean Paul                                        | 29 de mayo de 2016       |
| «Ain't Your Mama»                                                     | Jennifer Lopez                                                  | 25 de junio de 2016      |
| «Sweatshirt»                                                          | Jacob Sartorius                                                 | 9 de julio de 2016       |
| «This is What You Came For»                                           | Calvin Harris con Rihanna                                       | 23 de julio de 2016      |
| «Me Too»                                                              | Meghan Trainor                                                  | 13 de agosto de 2016     |
| «Kill 'em with Kindness»                                              | Selena Gomez                                                    | 3 de septiembre de 2016  |
| «Hit or Miss»                                                         | Jacob Sartorius                                                 | 24 de septiembre de 2016 |
| «Side to Side»                                                        | Ariana Grande con Nicki Minaj                                   | 8 de octubre de 2016     |
| «Closer»                                                              | The Chainsmokers con Halsey                                     | 29 de octubre de 2016    |
| «Starboy»                                                             | The Weeknd con Daft Punk                                        | 19 de noviembre de 2016  |
| «Juju on that Beat»                                                   | Zay Hilfigerrr y Zayion McCall                                  | 17 de diciembre de 2016  |
| «Black Beatles»                                                       | Rae Sremmurd con Gucci Mane                                     | 4 de febrero de 2017     |
| «Shape of You»                                                        | Ed Sheeran                                                      | 18 de febrero de 2017    |
| «I Don't Wanna Live Forever»                                          | Zayn y Taylor Swift                                             | 4 de marzo de 2017       |
| «That's What I Like»                                                  | Bruno Mars                                                      | 25 de marzo de 2017      |
| «I Feel it Coming»                                                    | The Weeknd con Daft Punk                                        | 15 de abril de 2017      |
| «Humble»                                                              | Kendrick Lamar                                                  | 20 de mayo de 2017       |
| «I'm the One»                                                         | DJ Khaled y Justin Bieber, Quavo, Chance the Rapper y Lil Wayne | 3 de junio de 2017       |
| «It's Everyday Bro»                                                   | Jake Paul con Team 10                                           | 24 de junio de 2017      |
| «Look What You Made Me Do»                                            | Taylor Swift                                                    | 23 de septiembre de 2017 |
| «Gucci Gang»                                                          | Lil Pump                                                        | 11 de noviembre de 2017  |
| «Rockstar»                                                            | Post Malone con 21 Savage                                       | 23 de diciembre de 2017  |
| «Finesse»                                                             | Bruno Mars con Cardi B                                          | 27 de enero de 2018      |
| «Esskeetit»                                                           | Lil Pump                                                        | 26 de mayo de 2018       |
| «This Is America»                                                     | Childish Gambino                                                | 9 de junio de 2018       |
| «Fefe»                                                                | 6ix9ine con Nicki Minaj y Murda Beatz                           | 24 de agosto de 2018     |